# Waldebert Devestel
Waldebert Devestel, né à Bruges le 10 juillet 1930 et mort le 28 décembre 2022, fut le dixième supérieur général des Frères de la charité de Gand.

## Biographie
Fernand Devestel fit ses primaires dans une école populaire à Bruges, dirigée par les Frères de la charité. Il entra dans leur congrégation et prit le nom religieux de Waldebert. Il fut l'un des premiers frères de sa congrégation à décrocher un doctorat d'université.
En 1967 il fut nommé vicaire-général avec pour mission particulière le renouvellement des statuts de la Congrégation, dans l'esprit de Vatican II. 
En 1976 il fut élu supérieur général, fonction qu'il exerça pendant un quart de siècle.
Après l'élection de son successeur en 2000 Devestel devint le supérieur provincial pour la Belgique et les Pays-Bas et directeur de la formation des jeunes frères à Kruibeke.

## Après le Concile Vatican II
Nombre de réformes résultèrent du Concile Vatican II. Chez les Frères de la charité une réflexion fut engagée dans le but de réformer et de moderniser les structures. La Congrégation se devait de trouver des solutions à trois problèmes récurrents:
- Les statuts exigeaient des frères à la fois une vie de style monastique et des activités caritatives et éducatives. Poursuivre les deux devenait une exigence de plus en plus difficile à satisfaire dans le monde contemporain.
- Les règles de la vie commune, telles qu'elles avaient été codifiées au fil des années avaient pris une telle ampleur que les maîtriser exigeait une application constante. Bon nombre de ces règles étaient de plus en plus ressenties comme dépassées et hors du temps.
- Les jeunes frères ressentaient comme une limitation de leurs possibilités, voire comme une brimade, de ne pouvoir suffisamment se développer intellectuellement, ainsi que le fait que peu d'importance était accordée à l'obtention de diplômes universitaires. Pourtant dans toutes les activités déployées par les membres de la Congrégation, un niveau plus élevé de formation devenait une nécessité.

Le chapitre général tenu en 1964 prit des décisions fondamentales de renouveau:
- Le 'cordon ombilical' reliant la Congrégation à la vie monastique fut coupé. Les heures de prière commune et de dévotions furent réduites au strict minimum et l'espace réservé à la vie de prière personnelle fut élargi.
- Les règles connues comme 'Applications et Usages' furent tout simplement abolies et remplacées par un nombre réduit de prescriptions, jugées suffisantes afin de régler la vie en communauté.

Sur la base de ces décisions, de nouvelles Constitutions furent rédigées, qui le 4 juillet 1966 reçurent l'approbation provisoire de la part de la Congrégation romaine pour les religieux.
À partir de 1967 l'étape suivante fut dirigée par Devestel, chargé de la mise en œuvre des décisions prises. Le chapitre général de 1968 et surtout celui de 1969 virent apparaître des visions divergentes, au cours de discussions confuses. Waldebert Devestel fut chargé d'établir un texte définitif. S'appuyant sur quelques frères et sur des conseillers externes il se mit au travail. Il fit le tour du monde afin de délibérer avec les frères partout où ils se trouvaient et entreprit sur cette base la rédaction de textes définitifs.
Les nouveaux textes furent approuvés par la Congrégation des religieux, encore une fois à titre provisoire. Ce n'est que le 24 juin 1986 que le Vatican délivra le décret d'approbation définitive.

## Publication
- Bouwstenen voor een spiritualiteit in de traditie van de stichter P. J. Triest, Gand, 1982.

## Littérature
- René Stockman, Liefde in actie. 200 jaar Broeders van Liefde, Louvain, 2006.